# دره میرک
دره میرک یک روستا در ایران است که در دهستان باقران واقع شده‌است. دره میرک ۴۹ نفر جمعیت دارد.